# Хыржаука
Хыржаука (рум. Hîrjauca, Гержавка) — село в Каларашском районе Молдавии. Является административным центром коммуны Хыржаука, включающей также сёла Леордоая, Мындра и Паланка.

## География
Село расположено на высоте 159 метров над уровнем моря.

## Население
По данным переписи населения 2004 года, в селе Хыржаука проживает 747 человек (375 мужчин, 372 женщины).
Этнический состав села:
| Национальность | Число жителей | Процентный состав |
| -------------- | ------------- | ----------------- |
| украинцы       | 522           | 69.88             |
| молдаване      | 193           | 25.84             |
| русские        | 27            | 3.61              |
| гагаузы        | 2             | 0.27              |
| поляки         | 1             | 0.13              |
| болгары        | 1             | 0.13              |
| прочие         | 1             | 0.13              |
| Всего          | 747           | 100 %             |